# Đại lộ Benjamin Franklin

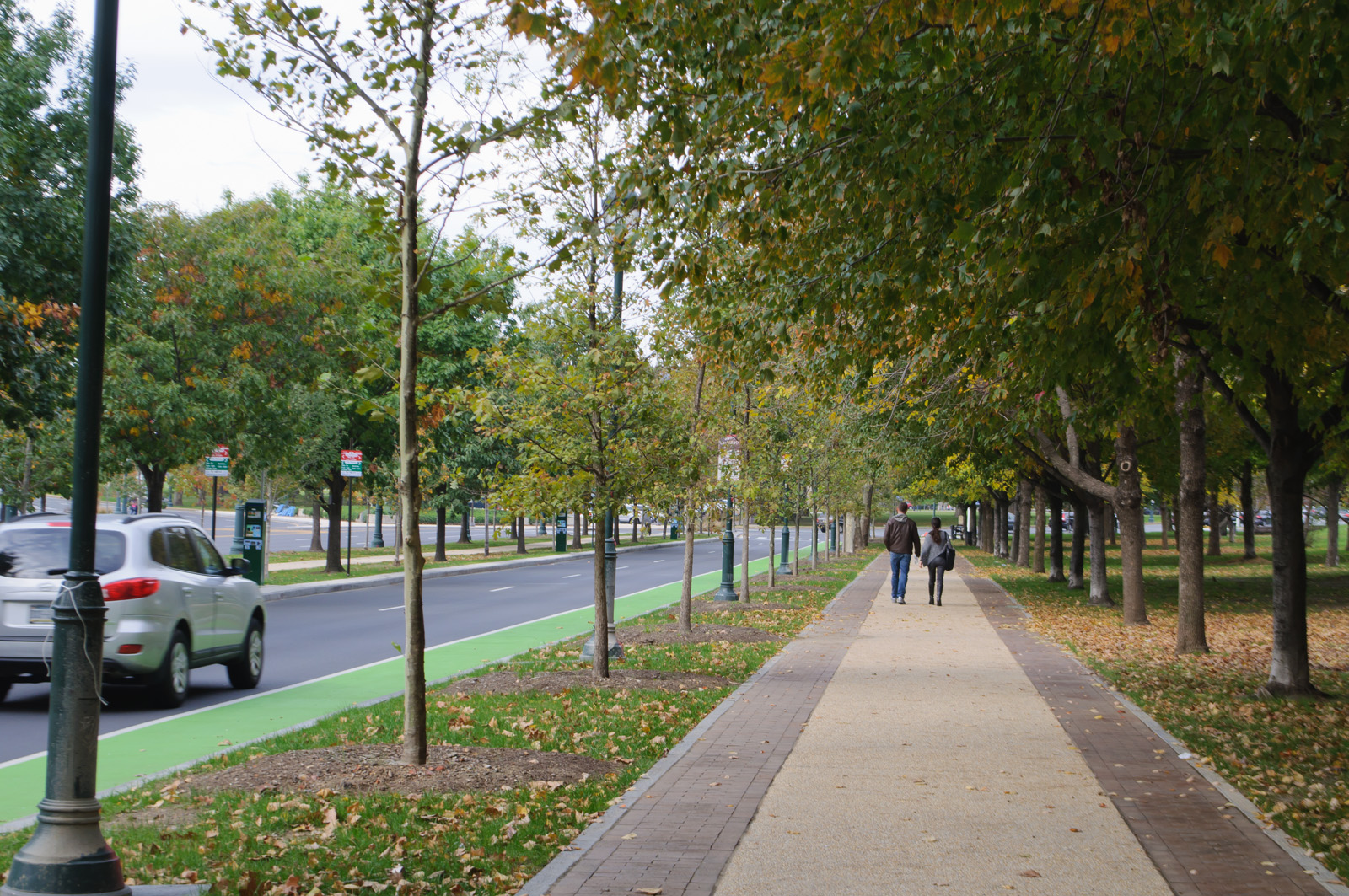

Đại lộ Benjamin Franklin (Benjamin Franklin Parkway) là một đại lộ cũng là thắng cảnh ở Philadelphia, Pennsylvania chạy suốt trục trung tâm của thành phố. Con đường mang tên tên nhà chính trị và khoa học Benjamin Franklin, chạy cắt chéo ngang qua các khu phố bàn cờ của trung tâm thành phố, điểm khởi đầu là Tòa thị chính Philadelphia (Philadelphia City Hall), xuyên vòng xoay Logan (Logan Circle), và kết thúc trước Bảo tàng Nghệ thuật Philadelphia.

## Điểm nhấn
The Parkway là xương sống của quận Bảo tàng (Museum District) của Philadelphia. Một số điểm tham quan nổi tiếng nhất của thành phố đang ở đây: Nhà thờ chính tòa Phêrô và Phaolô, Suối Thiên Nga (Swann Memorial Fountain), Thư viện miễn phí ở Philadelphia, Viện Franklin (Franklin Institute), Cao đẳng Nghệ thuật và Thiết kế Moore, Viện Hàn lâm Khoa học tự nhiên của Đại học Drexel (Academy of Natural Sciences of Drexel University), Bảo tàng Rodin, Vòng xoay Eakins Oval, Nghệ thuật giáo dục của Mỹ và tổ chức làm vườn Barnes Foundation và Bảo tàng Nghệ thuật Philadelphia và gần đó là công viên Fairmount Park. Ngoài ra, Đại lộ Benjamin Franklin cũng tập hợp rất nhiều tượng điêu khắc ngoài trời trong không gian xanh.

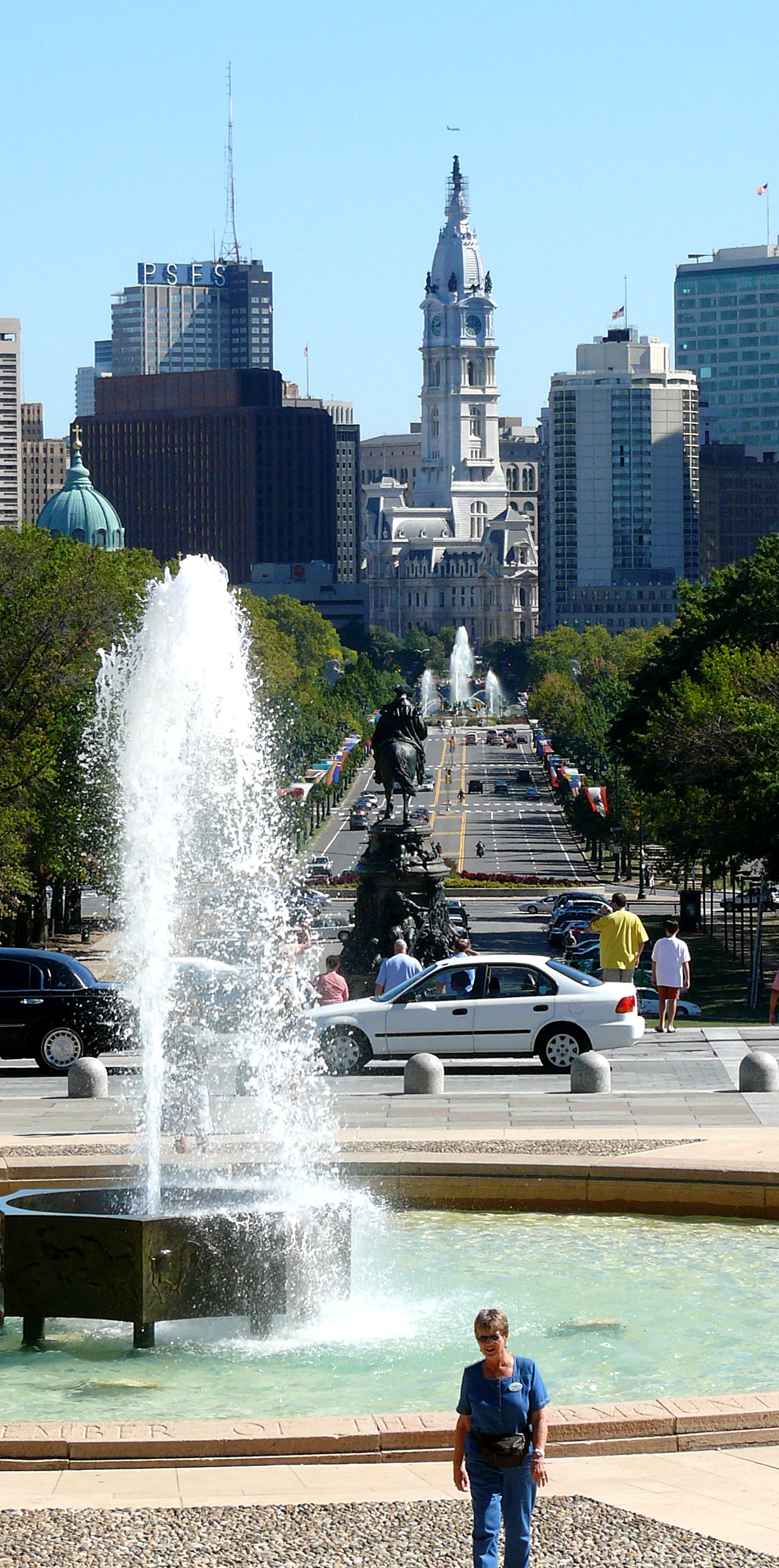
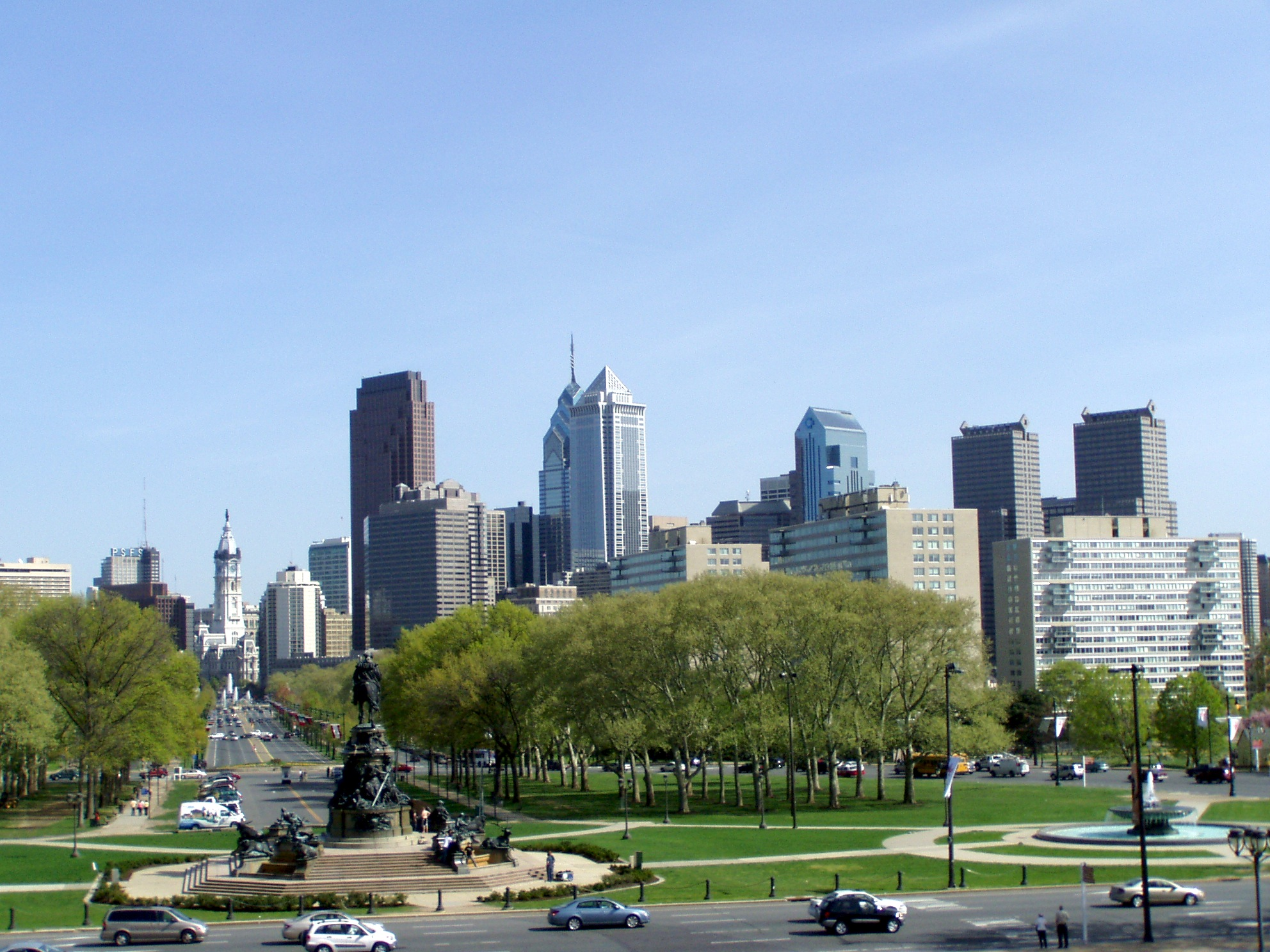
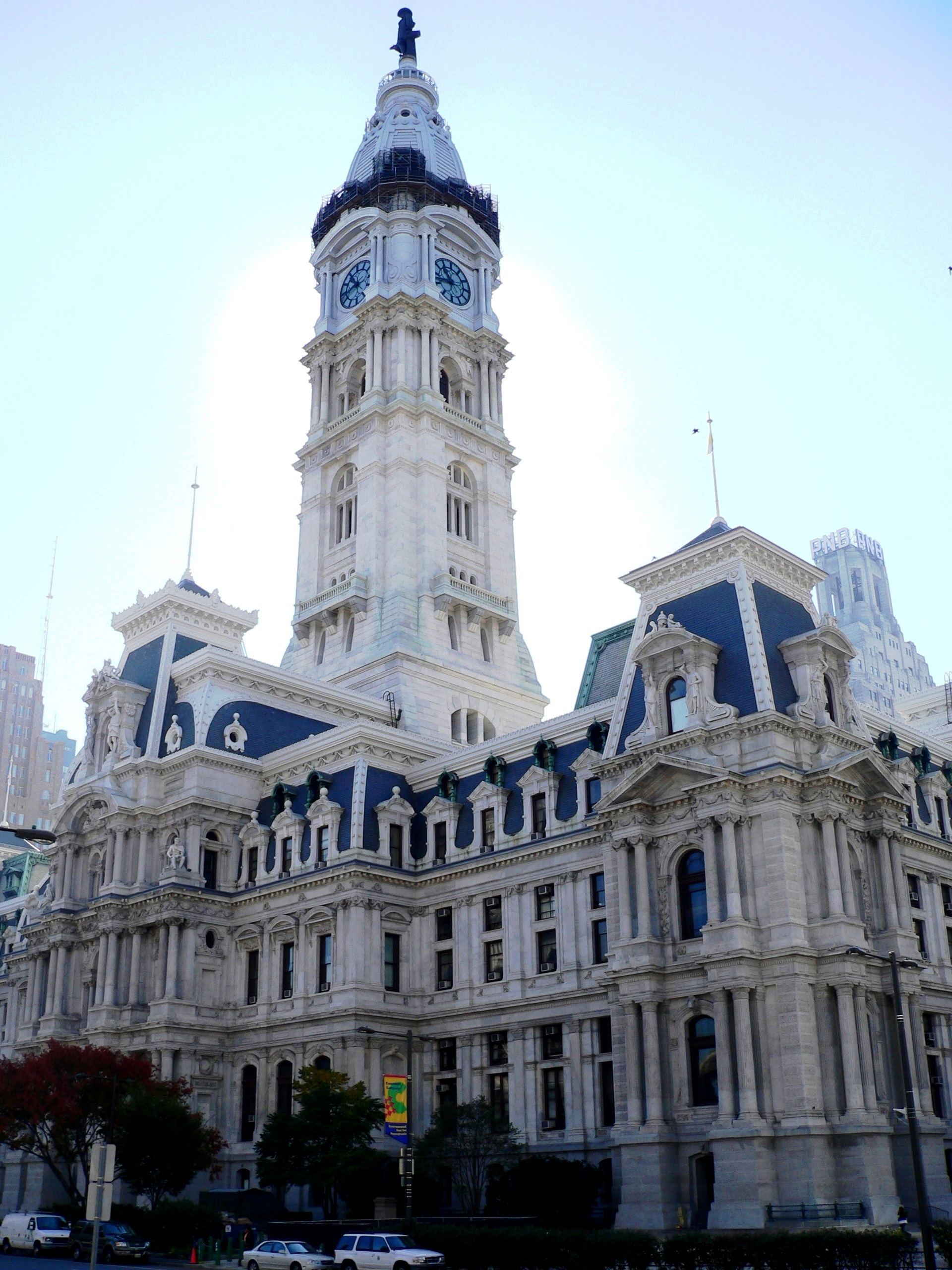
Philadelphia City Hall
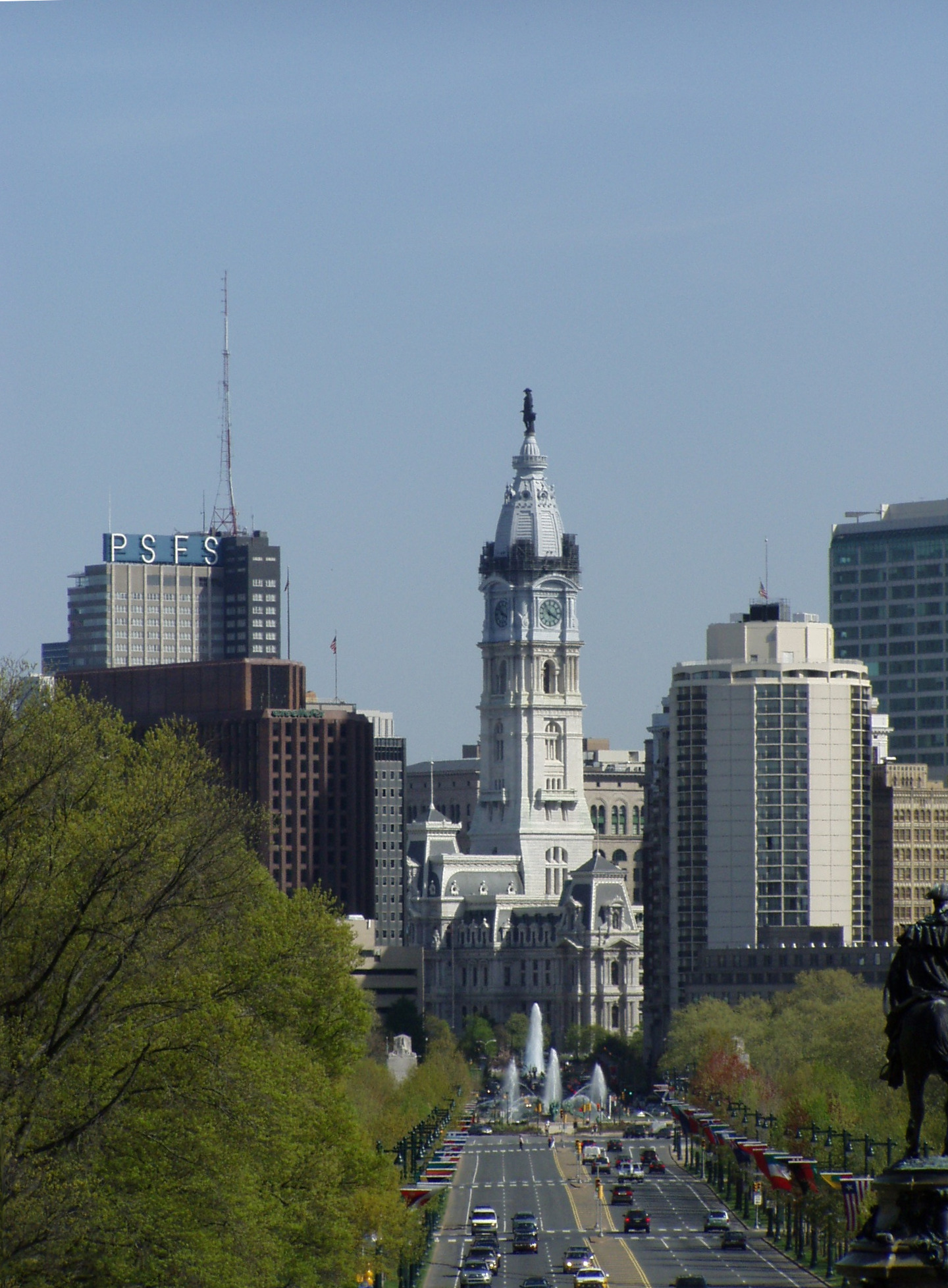
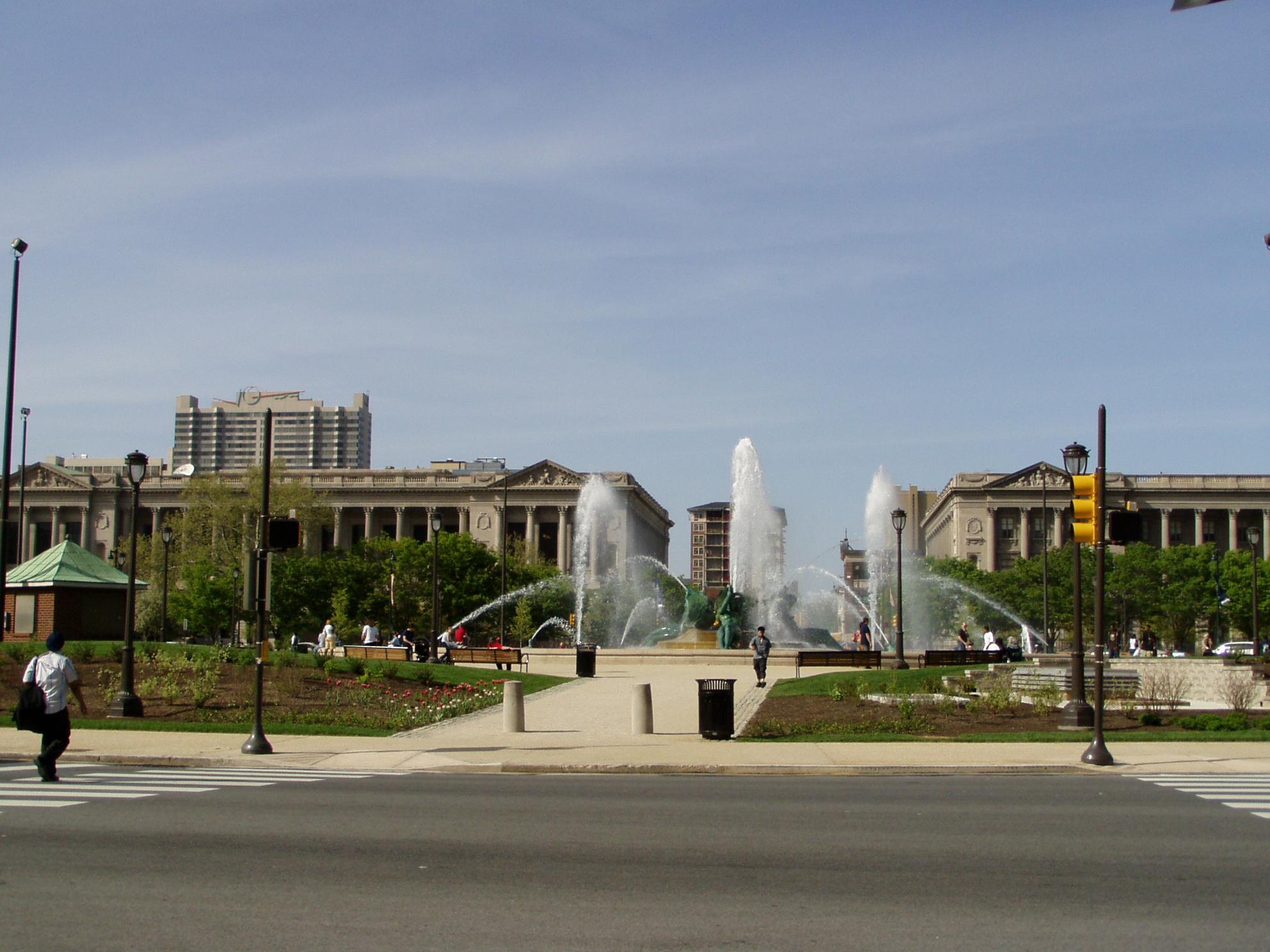
Vòng xoay Logan
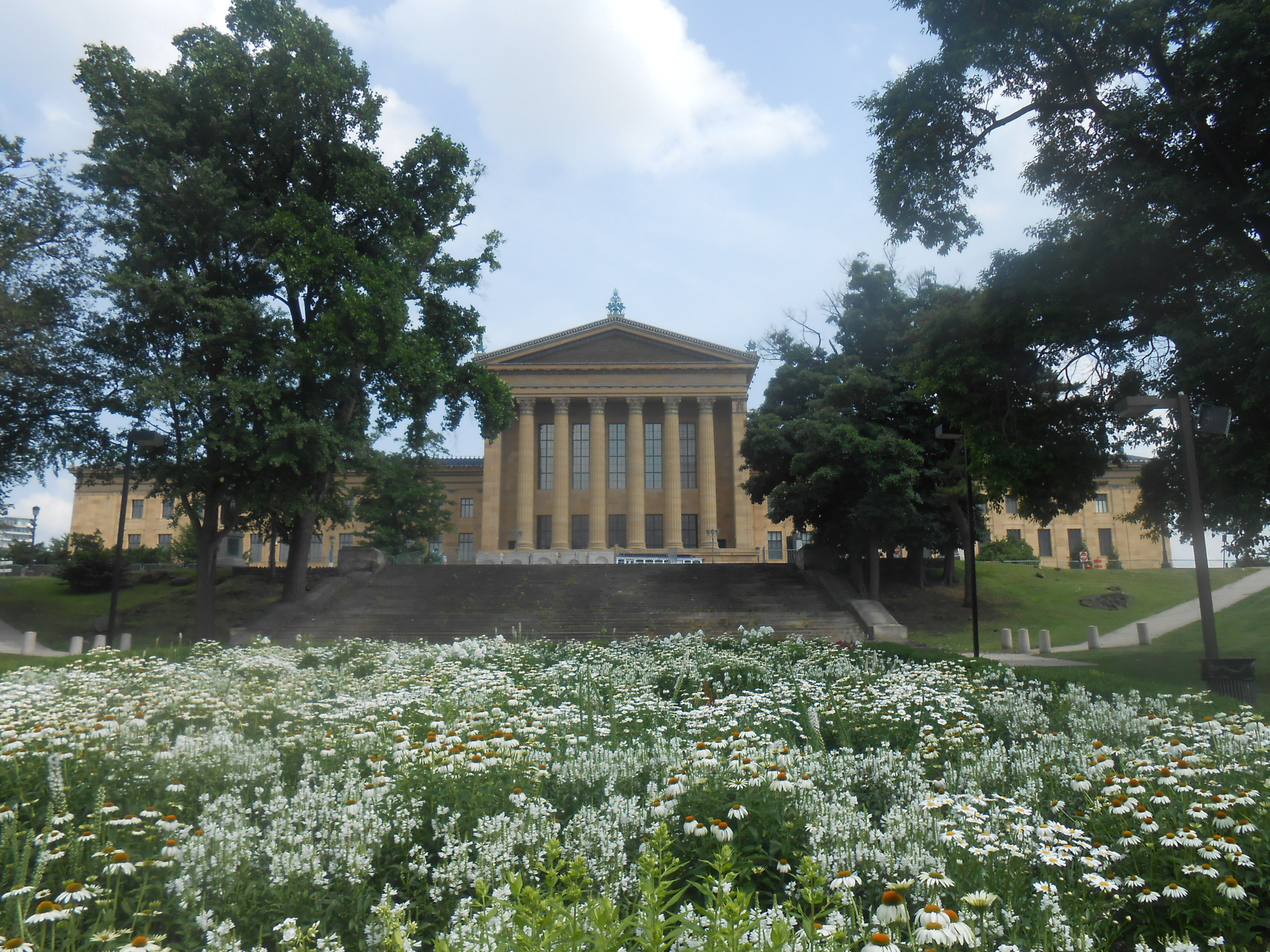
Bảo tàng Nghệ thuật Philadelphia
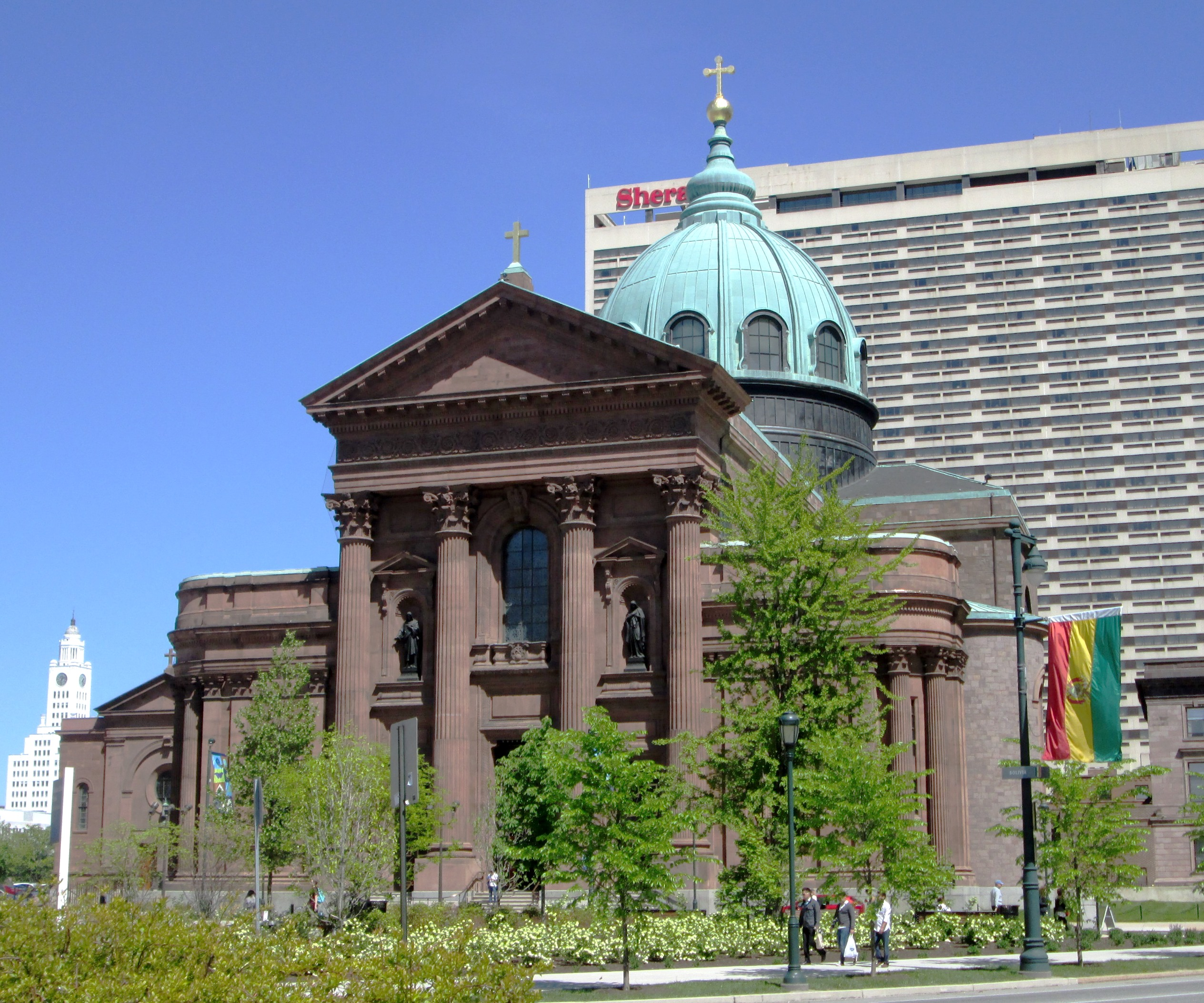
Nhà thờ chính tòa Phêrô và Phaolô
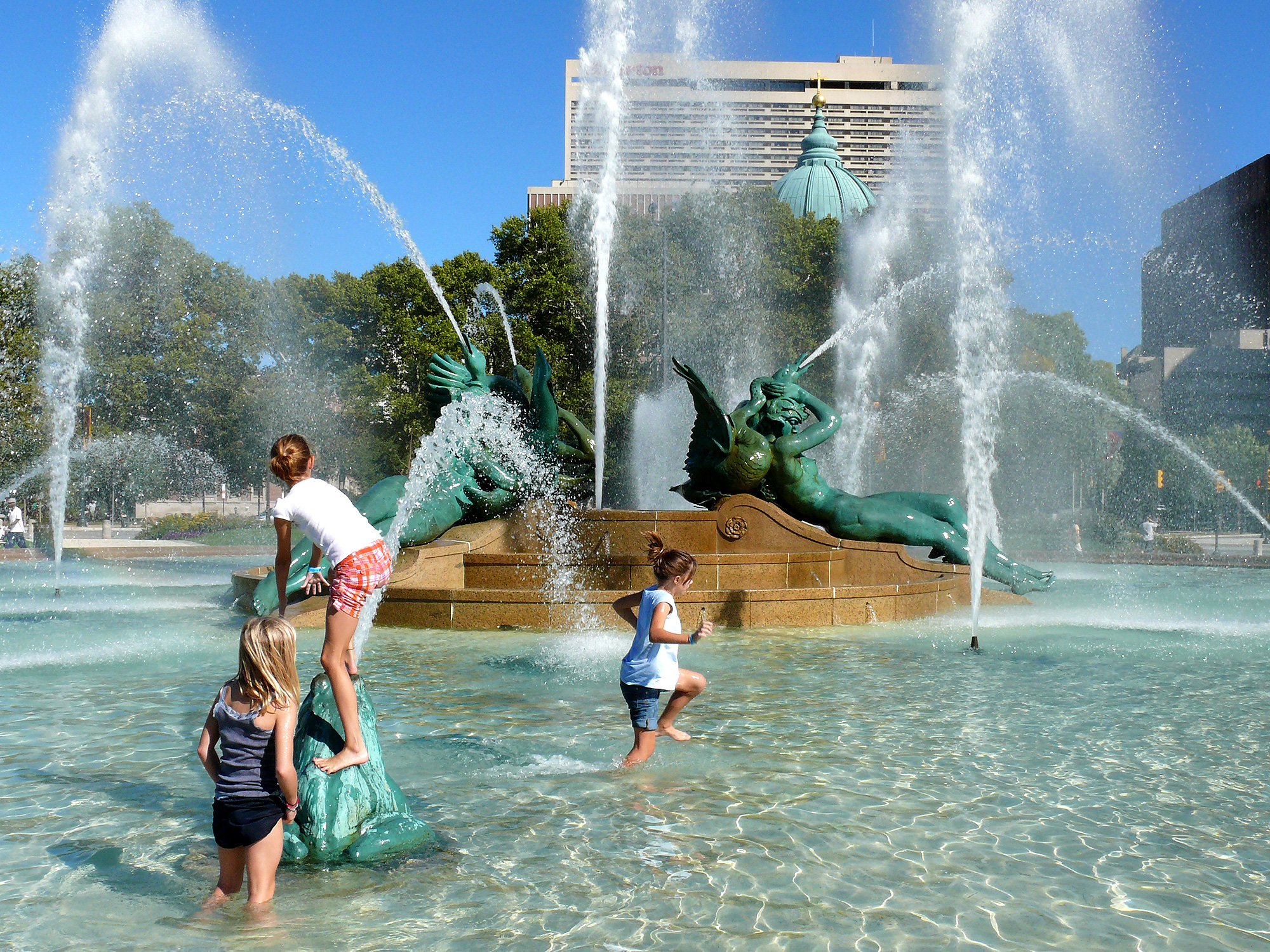
Suối Thiên Nga
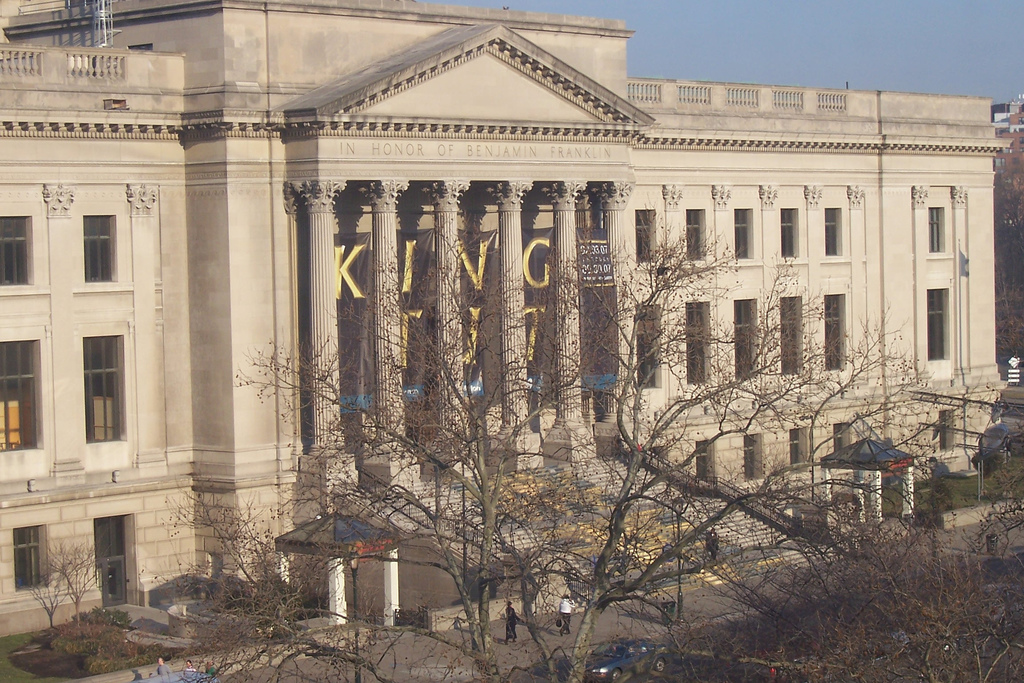
Franklin Institute
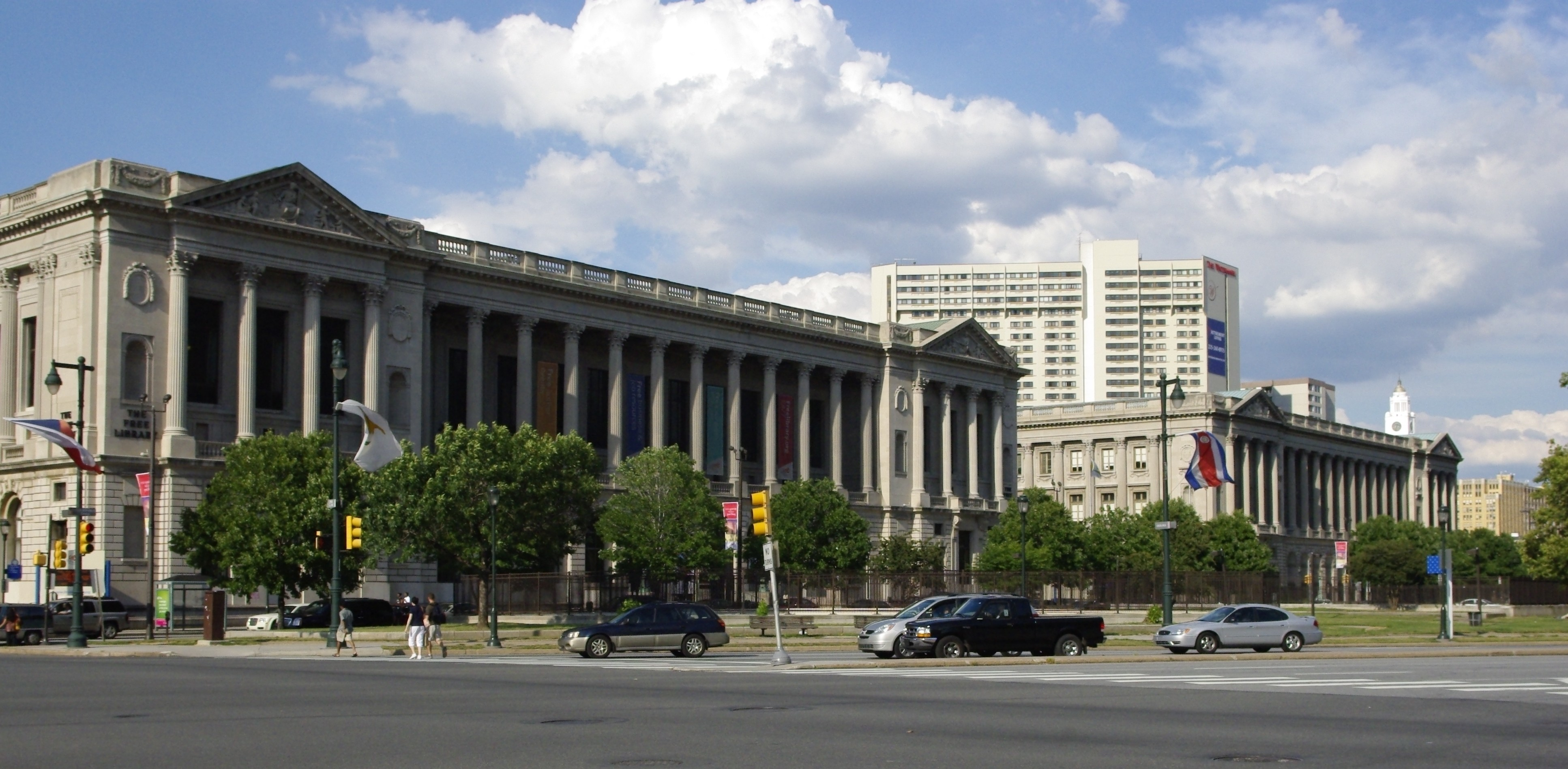
Thư viện miễn phí của thành phố (Free Library of Philadelphia) bên trái ảnh và Tòa án gia đình ở bên phải
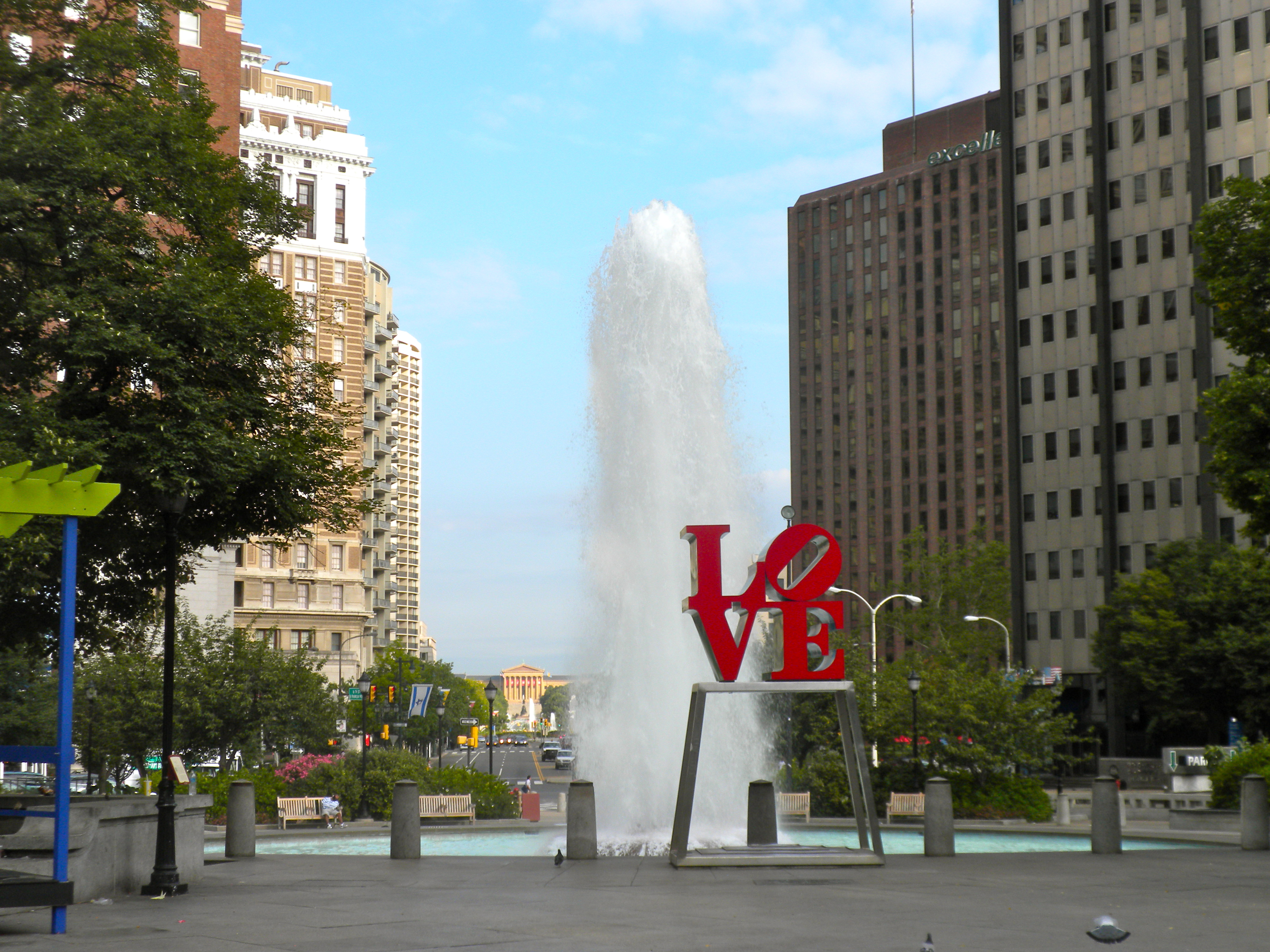
:LOVE Park (công viên LOVE) và Bảo tàng Nghệ thuật Philadelphia ở giữa nhưng khoảng cách xa
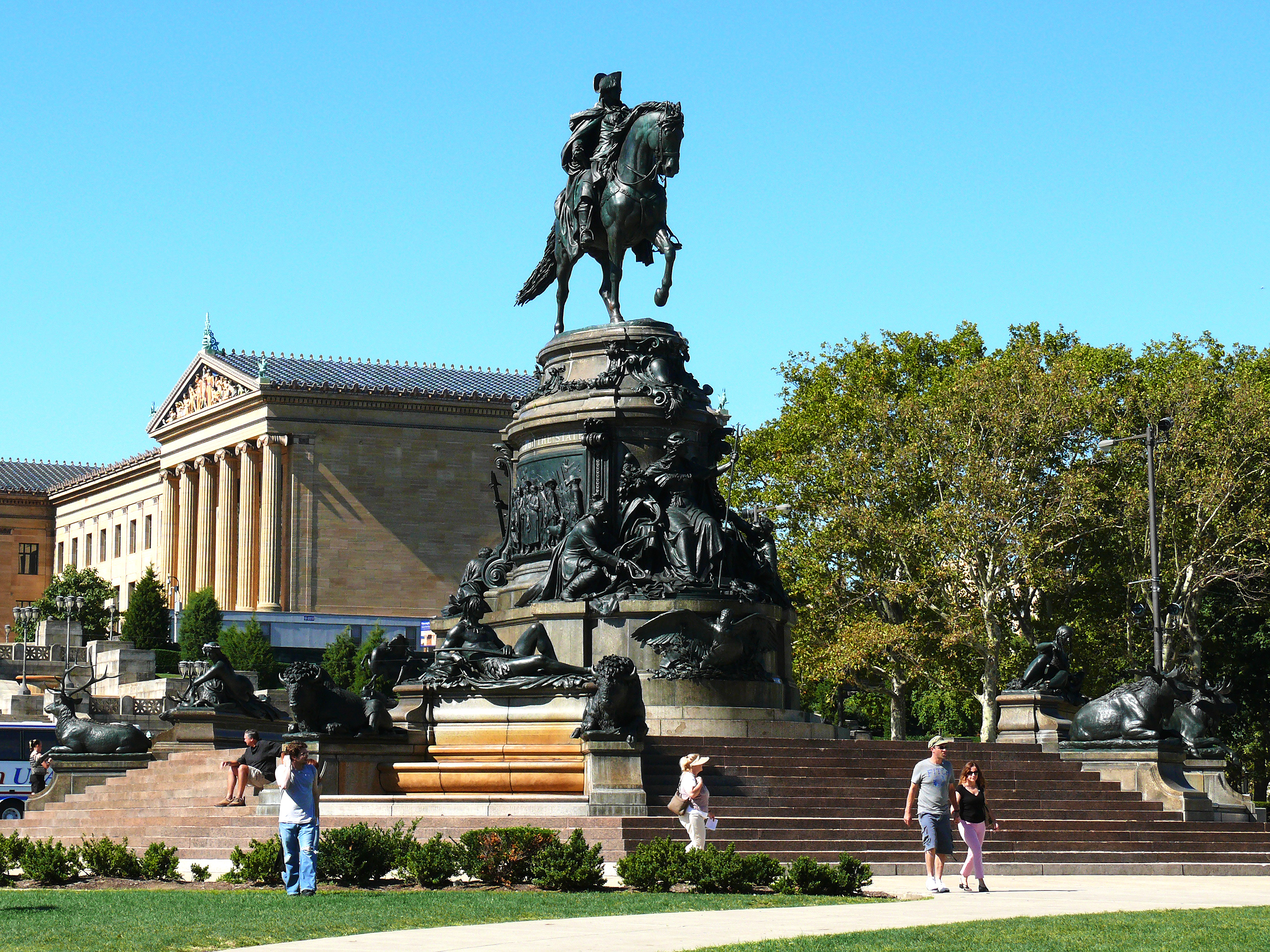
Vòng xoay Eakins Oval với Đài tưởng niệm Washington
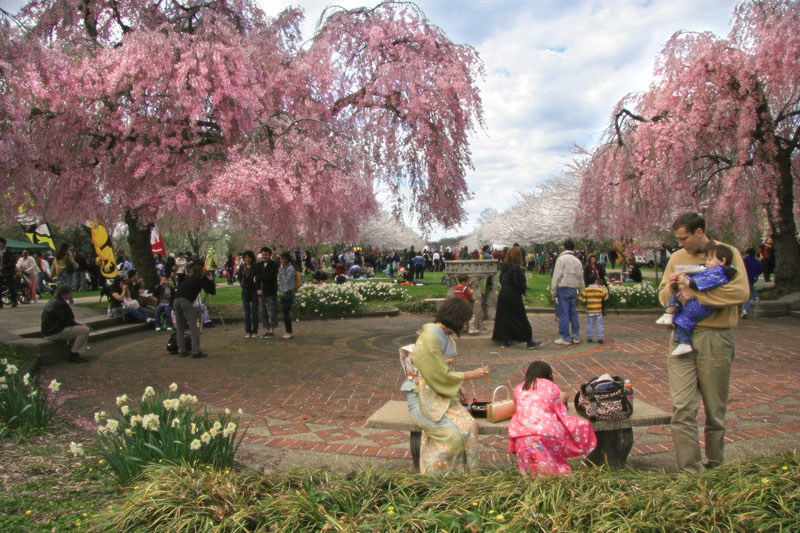
Lệ hội hoa đào tại công viên Fairmount Park
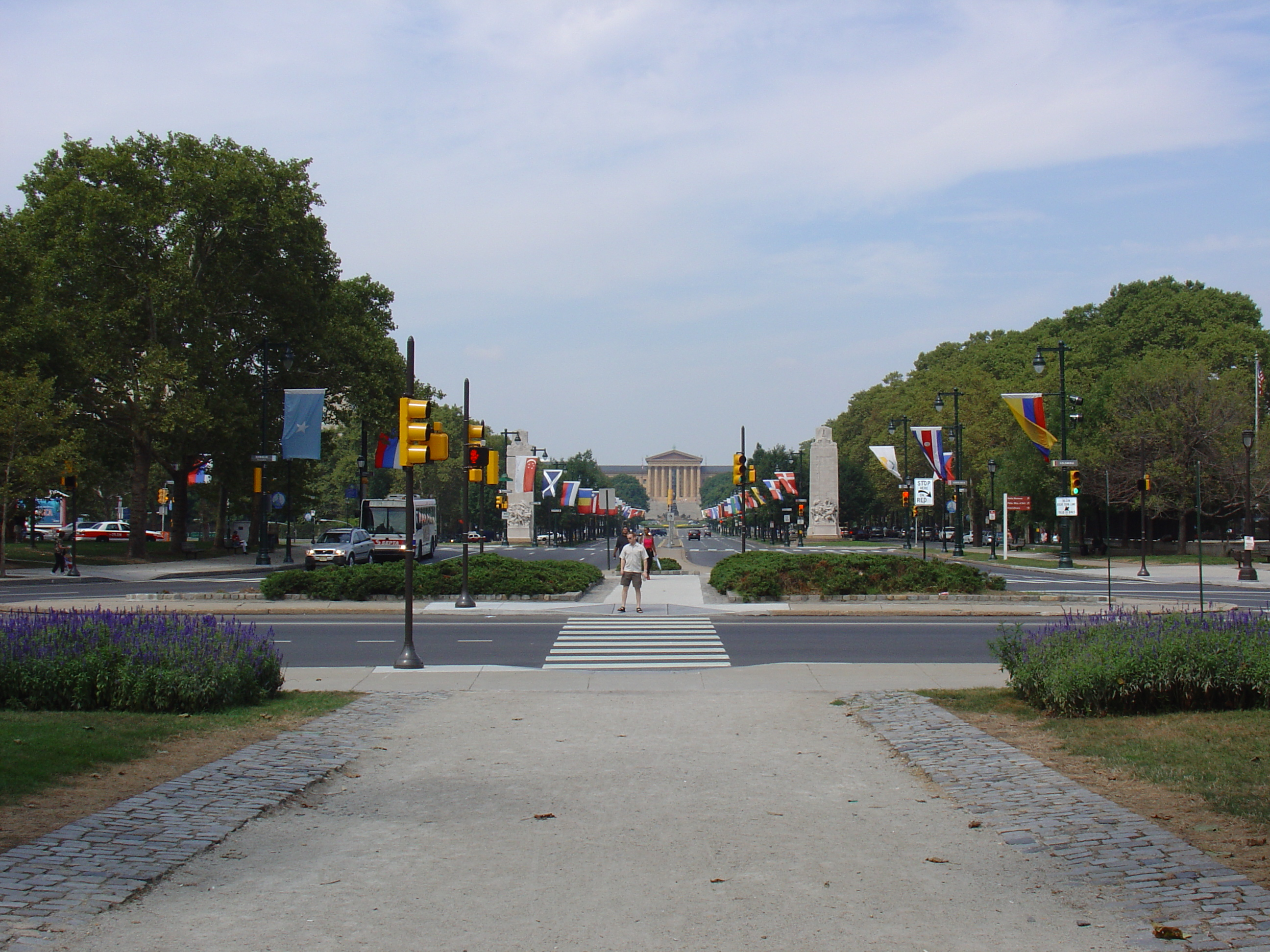
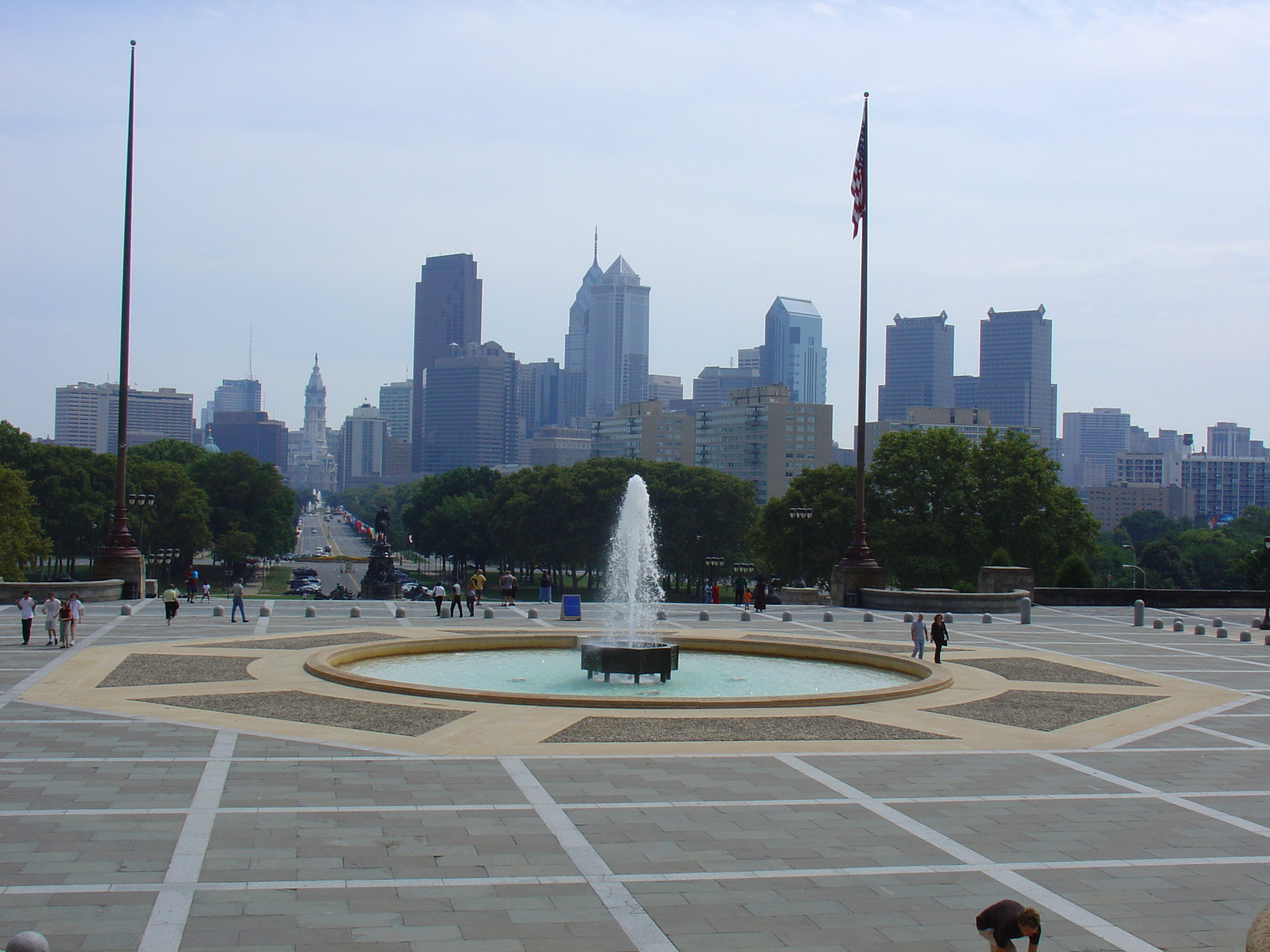